# 熊本県立河浦高等学校
熊本県立河浦高等学校（くまもとけんりつ かわうらこうとうがっこう）は、熊本県天草市にあった高等学校。軟式野球部が全国高等学校軟式野球選手権大会の常連として知られた。
また学校行事では、毎年1月末に師弟間の絆を深め合おうという目的で、卒業を控えた3年生と教職員が対戦する「送別ラグビー」が行われた。

## 沿革
- 1950年 - 天草郡元一町田他3カ村（新合、二浦、魚津）学校組合立一町田農業高等学校（定時制）開校。
- 1951年 - 熊本県立天草農業高等学校一町田分校（定時制）として熊本県に移管。
- 1958年 - 熊本県立一町田農業高等学校として独立認可。
- 1963年 - 農村家庭科が生活科に改編。
- 1966年 - 普通科設置
- 1973年 - 熊本県立河浦高等学校に改称。家政科設置。
- 1988年 - 農業科が農業・園芸科に改編。
- 1993年 - 農業・園芸科が園芸科学科に改編。
- 2015年 - 募集停止。普通科が熊本県立牛深高等学校に統合、園芸科学科が熊本県立苓明高等学校、熊本県立苓洋高等学校と統合し熊本県立天草拓心高等学校となる。
- 2017年 - 閉校。

## 学科・コース
- 園芸科学科
  - 園芸コース
  - 生活・福祉コース
- 普通科
  - Aコース
  - Bコース

## その他
- 2017年3月22日にフジテレビ系列で放送された2017FNSうたの春まつりでは、卒業・閉校前の2月16日に、当校が所在する天草市出身のロックバンドグループであるWANIMAが、サプライズでライブを行った[1]。